# Françoise Bertin
Françoise Bertin (* 23. September 1925 in Paris, Frankreich; † 26. Oktober 2014 in Galan, Frankreich) war eine französische Schauspielerin.

## Leben
Françoise Bertin war die Nichte der Schauspielerin und Sängerin Suzanne-Marie Bertin. Ihr Theaterdebüt gab sie 1949 in William Shakespeares Maß für Maß am Theater von Saint-Étienne. Bis zu ihrem Leinwanddebüt 1961 in Alain Resnais Oscar-nominiertem Drama Letztes Jahr in Marienbad war Bertin weiterhin auf mehreren Theaterbühnen Frankreichs zu sehen. Ihre größte Theaterauszeichnung erhielt sie 1993, als sie mit ihrer Darstellung in Temps contre temps (im Original Another time von Ronald Harwood), insbesondere auch wegen ihrer Nacktszenen, mit dem renommierten Molière als Beste Nebendarstellerin ausgezeichnet wurde.
Bertin starb im Oktober 2014 im Alter von 89 Jahren im Krankenhaus von Galan. Ihr Ehemann, der Schauspieler und Produzent Gérard Lorin, war bereits am 29. Februar 2000 gestorben.

## Filmografie (Auswahl)
- 1961: Letztes Jahr in Marienbad (L’Année dernière à Marienbad)
- 1963: Muriel oder Die Zeit der Wiederkehr (Muriel ou le Temps d'un retour)
- 1964: Tagebuch einer Kammerzofe (Le Journal d’une femme de chambre)
- 1966: Der Krieg ist vorbei (La guerre est finie)
- 1974: Die Verfolgten (Les Guichets du Louvre)
- 1974: Irrtum einer Liebesgeschichte (On s'est trompé d'histoire d'amour)
- 1976: Der Körper meines Feindes (Le Corps de mon ennemi)
- 1977: Die kleinen Pariserinnen (Diabolo menthe)
- 1977: Sein Freund Burns (L'ancre de miséricorde)
- 1989: Die Fälle des Monsieur Cabrol (Les cinq dernières minutes, Fernsehserie, eine Folge)
- 1995: Die Schutzengel (Les Anges gardiens)
- 1996: Die Elsässer (Les Alsaciens ou les Deux Mathilde)
- 1997: Das Leben ist ein Chanson (On connaît la chanson)
- 1998: Une femme d’honneur (Fernsehserie, 1 Folge)
- 1999: La Crim’ (Fernsehserie, 1 Folge)
- 2000: Die Gefangene (La captive)
- 2000: Freiheit auf Probe (Le miroir aux alouettes)
- 2002: The Truth About Charlie
- 2003: Die Blume des Bösen (La Fleur du mal)
- 2004: Was Frauen wirklich wollen (Tout le plaisir est pour moi)
- 2005: Wie in der Hölle (L'enfer)
- 2006: Kein Sterbenswort (Ne le dis à personne)
- 2007: Zusammen ist man weniger allein (Ensemble, c’est tout)
- 2008: Ein Weihnachtsmärchen (Un conte de Noël)
- 2009: Der kleine Nick (Le petit Nicolas)
- 2009: Plus belle la vie (Fernsehserie, 4 Folgen)
- 2009: Agatha Christie: Mörderische Spiele (Les Petits Meurtres d’Agatha Christie; Fernsehserie, 1 Folge)
- 2013: Paulette